# Kleine Kuckuckstaube
Die Kleine Kuckuckstaube ( Macropygia ruficeps), auch Rotmantel-Kuckuckstaube, Rotmanteltaube oder Sundataube genannt, ist eine Art der Taubenvögel, die zu den Kuckuckstauben zählt. Sie kommt in Südostasien vor. Es werden mehrere Unterarten unterschieden.
Die Bestandssituation der Kleinen Kuckuckstaube wird mit ungefährdet (least concern) angegeben.

## Erscheinungsbild
Die Kleine Kuckuckstaube erreicht eine Körperlänge bis 30,5 Zentimetern. Sie entspricht damit in der Größe etwa einer Lachtaube und weist den für Kuckuckstauben typischen langen Schwanz auf. Es existiert ein Geschlechtsdimorphismus.

### Erscheinungsbild der Männchen
Der Kopf und der Necken sind zimtfarben, der Hals und der obere Mantel weisen darüber hinaus einen irisierend grünen und lila-farbenen Schimmer auf. Der übrige Mantel bis zum Bürzel ist dunkelbraun. Der Mantel ist quergebändert. Die Flügeldecken sind dunkelbraun, die einzelnen Federn weisen breite kastanienbraune Säume auf. Die Schwungfedern sind schwarzbraun.
Die mittleren Schwanzfedern sind dunkelbraun, die äußeren sind rotbraun mit einem auffälligen schwarzen Endband. Die Kehle ist blass isabellfarben, die übrige Körperunterseite ist zimtfarben, lediglich die Flanken und die Unterschwanzdecken sind kastanienbraun. Die Iris ist grauweiß bis blauweiß. Der Orbitalring ist dunkelgrau. Der Schnabel ist braun und wird in Richtung Schnabelspitze schwarz. Die Füße sind korallenrot.

### Erscheinungsbild des Weibchens und der Jungvögel
Das Weibchen hat einen dunkelkastanienbraunen Scheitel und ist auf der Stirn schwarz gefleckt. Der Hals ist gelblich isabellfarben mit einer schwarzen Querbänderung. Anders als beim Männchen irisiert das Halsgefieder nicht. Die Federn der Flügeldecken sind auffällig kastanienbraun gesäumt. Die Ohrdecken sind isabellfarben und kontrastieren mit dem dunklen Scheitel. Die Kehle ist blass isabellfarben, die Federn sind dunkel gesäumt, so dass die Kehle deutlich geschuppt wirkt. Der Bauch ist gelblich rotbraun mit einer dezenten Querbänderung. Der Schnabel ist dunkler als beim Männchen die Füße sind von einem weniger intensivem Rot als beim Männchen.
Die Jungvögel ähneln dem Weibchen, sind insgesamt aber etwas rötlicher. Das Gefieder ist intensiver quergebändert und gefleckt.

## Verbreitung und Lebensraum
Die Kleine Kuckuckstaube ist eine in Südostasien weit verbreitete Art mit einem disjunktem Verbreitungsgebiet.
Sie kommt von Burma, im Nordwesten und Norden von Thailand, im Norden von Laos, in Vietnam und im Süden von Yunnan vor. Ein weiteres Verbreitungsgebiet befindet sich im Süden der malaiischen Halbinsel. Sie kommt außerdem auf den Inseln von Borneo, auf Sumatra, Java, Bali, Lombok, Sumbawa, Komodo, Flores, Sumbar, Pantar und Timor vor. Sie ist insbesondere im Süden ihres Verbreitungsgebietes eine häufige Art.

## Lebensweise
Die Kleine Kuckuckstaube lebt verpaart oder in kleinen Trupps. Sie frisst kleine, harte Beeren, Samen und gelegentlich auch Reiskörner. Nahrung nimmt sie sowohl am Boden als auch in Baumwipfeln auf. Sie hält sich dabei im unteren Wipfelbereich auf. Zur Fortpflanzung kann sie ganzjährig schreiten.